# Chironomus balatonicus
Chironomus balatonicus är en tvåvingeart som beskrevs av Devai, Wulker och Scholl 1983. Chironomus balatonicus ingår i släktet Chironomus och familjen fjädermyggor. Inga underarter finns listade i Catalogue of Life.